# Liste de films soviétiques sortis en 1956
Cet article présente une liste de films produits en Union soviétique en 1956.

## 1956
Les titres en français sont en grande majorité des traductions et non les titres attribués par les distributeurs dans les pays francophones.
Pour le classement annuel, la liste des titres a été établie en se basant sur les répertoires des pages Wikipédia en russe documentées par Longs métrages soviétiques. Catalogue annoté complétées par les listes des sites «kino-teatr» et «kinopoisk» d'où le nombre important de films que l'on trouve dans les références.
Pour les titres où l'on manque de précisions, seule l'année est indiquée : année de réalisation, année de sortie ou les deux ?. Bien que cela puisse paraître superflu, 1956 est inscrit pour chacun de ces titres pour montrer que la vérification a été faite.
On remarque que, la plupart du temps, il n'y a pas de première pour les courts métrages ainsi que pour les dessins animés et les documentaires de courte durée.
| Titre                                                         | Titre original                                             | Date de sortie               | Réalisateur                                                                                |
| ------------------------------------------------------------- | ---------------------------------------------------------- | ---------------------------- | ------------------------------------------------------------------------------------------ |
| Affaire n°306                                                 | ru:Дело № 306                                              | 7 mai 1956                   | Anatoli Rybakov                                                                            |
| L'Affaire Roumiantsev                                         | ru:Дело Румянцева                                          | 8 mars 1956                  | Iossif Kheifitz                                                                            |
| Ailes (film, 1956)                                            | ru:Крылья (фильм, 1956)                                    | 9 juin 1956                  | Tatiana Nikolaïevna Loukachevitch (ru) et Konstantine Aleksandrovitch Zoubov (ru)          |
| L'Âne de Magdana                                              | ru:Лурджа Магданы                                          | 25 mars 1956                 | Tenguiz Abouladzé et Revaz Tchkheidze                                                      |
| L'Appel de la mer                                             | ru:Море зовёт                                              | 29 ou 30 avril 1956          | Vladimir Braun                                                                             |
| L'Aubergiste (film, 1956)                                     | ru:Хозяйка гостиницы (фильм, 1956)                         | 21 décembre 1956             | Mikhaïl Nazvanov                                                                           |
| Au-dessus de Tcheremoch                                       | ru:Над Черемошем                                           | 7 février 1956               | Grigori Timofeïevitch Krikoun (ru)                                                         |
| Les Aventures de Mourzilka                                    | ru:Приключения Мурзилки                                    | 9 octobre 1956               | Boris Pavlovitch Stepantsev et Evgueni Nikolaïevitch Raïkovski (ru)                        |
| Les Aventures d'Artiom                                        | ru:Приключения Артёмки                                     | 30 décembre 1956             | Andreï Nikolaïvitch Apsolon (ru)                                                           |
| Avenue principale                                             | ru:Главный проспект (фильм)                                | 20 avril 1956                | Leonid Samoïlovitch Estrine (ru)                                                           |
| Bachi-Atchouk                                                 | ru:Баши-Ачук (фильм)                                       | 2 décembre 1956 à Tbilissi   | Leonard Iessakia (ru)                                                                      |
| Bakhtiar (film, 1955) ou Chanson préférée                     | ru:Бахтияр (фильм, 1955) ou Любимая песня                  | 29 mai 1956                  | Liatif Bachir Safarov                                                                      |
| Ballade autour de la table                                    | ru:Баллада о столе                                         | 10 février 1956              | Mikhaïl Pavlovitch Kalinine (ru)                                                           |
| Beaucoup de bruit pour rien (film, 1956)                      | ru:Много шума из ничего (фильм, 1956)                      | 6 aout 1956                  | Lev Semionovitch Zamkovoï                                                                  |
| Bonjour!                                                      | ru:В добрый час!                                           | 11 février 1956              | Viktor Eisymont                                                                            |
| Le Caniche blanc                                              | ru:Белый пудель (фильм)                                    | 4 octobre 1956               | Marianna Rochal et Vladimir Chredel                                                        |
| La Canne magique                                              | ru:Палка выручалка                                         | 18 octobre 1956              | Valentina Semionovna Broumberg (ru) et Zinaïda Semionovna Broumberg (ru)                   |
| Le Capitaine de la « Vieille Tortue »                         | ru:Капитан «Старой черепахи» (фильм)                       | 25 décembre 1956             | Vsevolod Ivanovitch Voronine et Genrikh Saoulovitch Gabaï (ru)                             |
| Carré 45                                                      | ru:В квадрате 45                                           | 4 février 1956               | Iouri Mikhaïlovitch Vychinski (ru)                                                         |
| C'est ainsi que tout a commencé...                            | ru: Это начиналось так…                                    | 25 décembre 1956             | Iakov Aleksandrovitch Seguel (ru) et Lev Koulidjanov                                       |
| Le Chemin de la vérité                                        | ru:Дорога правды                                           | 13 septembre 1956            | Ian Frid                                                                                   |
| Le Chemin du tonnerre                                         | ru:Тропою грома (фильм, 1956)                              | 2 juin 1956                  | Erazm Aleksandrovitch Karamian (ru) et Stepan Agabekovitch Kevorkov (ru)                   |
| Chemins et destins                                            | ru:Пути и судьбы                                           | 9 avril 1956                 | Iakov Lvovitch Bazelian (ru)                                                               |
| Cigogne (dessin animé)                                        | ru:Аист (мультфильм)                                       | 18 octobre 1956              | Ivan Semionovitch Aksentchouk (ru)                                                         |
| Le cœur bat à nouveau                                         | ru:Сердце бьется вновь…                                    | 21 novembre 1956             | Abram Room                                                                                 |
| Concert biélorusse (film, 1955)                               | ru:Белорусский концерт (1955)                              | 28 septembre 1956            | Vladimir Mikhaïlovitch Streltsov et Piotr Savelievitch Vassilevski                         |
| Concert des artistes de la scène et des théâtres de Léningrad | ru:Концерт артистов ленинградской эстрады и театров (1956) | 15 décembre 1956             | Iefim Ioulievitch Outchitel (ru)                                                           |
| Créature céleste                                              | ru:Небесное созданье                                       | 24 octobre 1956              | Sergueï Obraztsov et Gueorgui Natanson                                                     |
| Derrière la vitrine du grand magasin                          | ru:За витриной универмага                                  | 29 avril 1956                | Samson Samsonov                                                                            |
| Le Destin du batteur                                          | ru:Судьба барабанщика (фильм, 1955)                        | 23 mars 1956                 | Viktor Eisymont                                                                            |
| Les Destins différents                                        | ru:Разные судьбы                                           | 21 septembre 1956            | Leonid Loukov                                                                              |
| De tes propres mains (film, 1956)                             | ru:Своими руками (фильм, 1956)                             | 12 octobre 1956              | Vitali Panteleïmonovitch Voïtetski (ru)                                                    |
| Deux Capitaines (film, 1955)                                  | ru:Два капитана (фильм, 1955)                              | 28 mars 1956                 | Vladimir Venguerov                                                                         |
| Douze mois                                                    | ru: Двенадцать месяцев (мультфильм)                        | 30 décembre 1956             | Ivan Ivanov-Vano et Mikhaïl Alekseïevitch Botov (ru)                                       |
| Les Enfants du soleil                                         | ru:Дети солнца (фильм, 1956)                               | 23 aout 1956 à la télévision | Vladimir Aleksandrovitch Nelli (ru) et Alekseï Filimonovitch Chvatchko (ru)                |
| Feu de joie de l'immortalité                                  | ru:Костёр бессмертия                                       | 22 aout 1956                 | Abram Aronovitch Naroditski (ru)                                                           |
| Feux verts                                                    | ru:Зелёные огни                                            | 5 avril 1956                 | Sergueï Ivanovitch Splochnov (ru) et Iossif Abramovitch Choulman (ru)                      |
| Fille de la jungle                                            | ru:Девочка в джунглях                                      | 1956                         | Mikhaïl Tsekhanovski et Vera Tsekhanovskaïa                                                |
| Les filles ont semé du lin                                    | ru:Посеяли девушки лён                                     | 10 septembre 1956            | Vladimir Vladimirovitch Korch-Sabline (ru)                                                 |
| Le Fils (film)                                                | ru:Сын (фильм, 1955)                                       | 20 février 1956              | Iouri Ozerov                                                                               |
| La Flamme de la colère                                        | ru:Пламя гнева                                             | 13 juillet 1956              | Timofeï Vassilievitch Levtchouk (ru)                                                       |
| Folle journée                                                 | ru:Безумный день (фильм, 1956)                             | 10 juillet 1956              | Andreï Toutychkine                                                                         |
| Fontaine                                                      | ru:Фонтан (фильм, 1955)                                    | février 1956                 | Erast Garine et Khessia Aleksandrovna Lokchina (ru) (son épouse)                           |
| Le Garçon enchanté                                            | ru:Заколдованный мальчик                                   | 13 janvier 1956              | Alexandra Snejko-Blotskaïa et Vladimir Polkovnikov                                         |
| La Garnison immortelle                                        | ru:Бессмертный гарнизон                                    | 21 juin 1956                 | Zakhar Markovitch Agranenko (ru) et Edouard Tissé                                          |
| Le Géant de la steppe                                         | ru:Илья Муромец (фильм)                                    | 16 novembre 1956             | Alexandre Ptouchko et Anatoli Anatolievitch Petritski (ru)                                 |
| Histoire de la forêt                                          | ru:Лесная история (мультфильм)                             | 8 mai 1956                   | Aleksandr Vassilievitch Ivanov (ru) et Lev Vladimirovitch Pozdneïev (ru)                   |
| L'homme est né                                                | ru:Человек родился                                         | 5 novembre 1956              | Vassili Sergueïevitch Ordynski (ru)                                                        |
| Ils étaient les premiers                                      | ru:Они были первыми                                        | 15 mai 1956                  | Iouri Iegorov                                                                              |
| Il y a trois cents ans...                                     | ru:Триста лет тому…                                        | 1er octobre 1956             | Vladimir Petrov                                                                            |
| Il y a un tel gars                                            | ru:Есть такой парень                                       | 26 juillet 1956              | Viktor Illarionovitch Ivtchenko (ru)                                                       |
| Impertinente                                                  | ru:Заноза (фильм, 1957)                                    | 30 décembre 1956 à Tbilissi  | Nikolaï Konstantinovitch Sanichvili (ru)                                                   |
| Invité du Kouban                                              | ru:Гость с Кубани                                          | 6 février 1956               | Andreï Vladimirovitch Frolov (ru)                                                          |
| Ivan Franko (film)                                            | ru:Иван Франко (фильм)                                     | 20 janvier 1956              | Timofeï Vassilievitch Levtchouk (ru)                                                       |
| Kolobok (dessin animé)                                        | ru:Колобок (мультфильм, 1956)                              | 9 octobre 1956               | Roman Davydov                                                                              |
| Lune de miel (film, 1956)                                     | ru:Медовый месяц (фильм, 1956)                             | 10 décembre 1956             | Nadejda Kocheverova                                                                        |
| Mailer, bonhomme de neige                                     | ru:Снеговик-почтовик                                       | 6 janvier 1956               | Leonid Alekseïevitch Amalrik (ru)                                                          |
| Maître du ballet géorgien                                     | ru:Мастера грузинского балета                              | 2 mars 1956 à Tbilissi       | Манагадзе, Шота Ильичfr=Chota Ilitch Managadze (ru) et Vakhtang Mikhaïlovitch Tchaboukiani |
| Maksim Perepelitsa                                            | ru:Максим Перепелица                                       | 9 janvier 1956               | Anatoli Mikhaïlovitch Granik (ru)                                                          |
| Mariée (court métrage 1954)                                   | ru:Смотрины (короткометражный)                             | 14 février 1956              | Laert Vagharchian                                                                          |
| Le Marin Tchijik                                              | ru:Матрос Чижик                                            | 4 janvier 1956               | Vladimir Braun                                                                             |
| La Mère (film, 1955)                                          | ru:Мать (фильм, 1955)                                      | 14 février 1956              | Marc Donskoï                                                                               |
| Meurtre dans la rue Dante                                     | ru:Убийство на улице Данте                                 | 2 juin 1956                  | Mikhaïl Romm                                                                               |
| Mexicain (film, 1955)                                         | ru:Мексиканец (фильм, 1955)                                | 13 avril 1956                | Vladimir Pavlovitch Kaplounovski (ru)                                                      |
| Le Mystère de la nuit éternelle                               | ru:Тайна вечной ночи                                       | 25 juin 1956                 | Dmitri Vassiliev                                                                           |
| La Nuit de carnaval                                           | ru:Карнавальная ночь                                       | 25 décembre 1956             | Eldar Riazanov                                                                             |
| Othello (film, 1955)                                          | ru: Отелло (фильм, 1955)                                   | 19 mars 1956                 | Sergueï Ioutkevitch                                                                        |
| L'Ours en peluche (film, 1955)                                | ru:Мишка-задира                                            | 13 janvier 1956              | Piotr Nikolaïevitch Nossov (ru)                                                            |
| La Parenté étrangère                                          | ru:Чужая родня                                             | 16 janvier 1956              | Mikhaïl Schweitzer                                                                         |
| Pentes raides                                                 | ru:Крутые горки                                            | 12 juin 1956                 | Nikolaï Vassilievitch Rozantsev (ru)                                                       |
| Le Petit Chacal et le chameau                                 | ru:Шакалёнок и верблюд                                     | 12 novembre 1956             | Vladimir Polkovnikov                                                                       |
| Petit Chego                                                   | ru:Маленький Шего                                          | 22 mars 1956                 | Dmitri Naoumovitch Babitchenko (ru)                                                        |
| Petit Navire (dessin animé)                                   | ru:Кораблик (мультфильм)                                   | 21 décembre 1956             | Leonid Alekseïevitch Amalrik (ru)                                                          |
| Le Point fort du programme                                    | ru:Гвоздь программы (фильм, 1955)                          | 3 février 1956               | Nikolaï Ivanovitch Lebedev (ru)                                                            |
| Pour le pouvoir des Soviétiques                               | ru:За власть Советов                                       | 2 aout 1956                  | Boris Alekseïevitch Bouneïev (ru)                                                          |
| Pour l'honneur (film, 1956)                                   | ru:Из-за чести (фильм)                                     | 12 aout 1956                 | Artaches Tatevossovitch Aï-Artian (ru)                                                     |
| Le Premier échelon ou Le Premier Convoi                       | ru:Первый эшелон                                           | 29 avril 1956                | Mikhaïl Kalatozov                                                                          |
| Premières joies (film, 1956)                                  | ru:Первые радости (фильм, 1956)                            | 2 juillet 1956               | Vladimir Bassov                                                                            |
| Printemps agité                                               | ru:Беспокойная весна                                       | 25 aout 1956                 | Alexandre Medvedkine                                                                       |
| Le Printemps dans la rue Zaretchnaïa                          | ru:Весна на Заречной улице                                 | 26 novembre 1956             | Feliks Iefimovitch Mironer (ru) et Marlen Khoutsiev                                        |
| Révolte à Saint-Pétersbourg                                   | ru:Пролог (фильм)                                          | 8 décembre 1956              | Iefim Dzigan                                                                               |
| Puits miraculeux                                              | ru:Чудесный колодец                                        | février 1956                 | Vladimir Dmitrievitch Degtiariov (ru)                                                      |
| Le Quarante et unième                                         | ru:Сорок первый (фильм, 1956)                              | 16 octobre 1956              | Grigori Tchoukhraï                                                                         |
| Quel genre d'oiseau est-ce ?                                  | ru:Это что за птица?                                       | 20 janvier 1956              | Evgueni Tikhonovitch Migounov (ru)                                                         |
| Rencontre (film, 1955)                                        | ru:Встреча (фильм, 1955)                                   | 6 aout 1956                  | Tofik Mekhdikouly Ogly Tagui-zade                                                          |
| Retrouve-moi au stade                                         | ru:Встретимся на стадионе                                  | 15 février 1956              | Zaguid Zarifovitch Sabitov (ru)                                                            |
| La Ruse du vieil Achir                                        | ru:Хитрость старого Ашира                                  | 16 avril 1956                | Khangueldy Agakhanovitch Agakhanov et Rafaïl Iakovlevitch Perelchteïn (ru)                 |
| Les Sans-entrave                                              | ru: Вольница (фильм)                                       | 23 février 1956              | Grigori Rochal                                                                             |
| Sofia Kovalevskaïa (film, 1956)                               | ru:Софья Ковалевская (фильм, 1956)                         | 18 aout 1956 à la télévision | Iossif Solomonovitch Chapiro (ru)                                                          |
| Sur les planches de la scène                                  | ru:На подмостках сцены                                     | 28 juin 1956                 | Konstantin Youdine                                                                         |
| Talents et admirateurs                                        | ru:Таланты и поклонники (фильм, 1956)                      | 31 janvier 1956              | Andreï Nikolaïevitch Apsolon (ru) et Boris Mikhaïlovitch Dmokhovski (ru)                   |
| La Tarte 'dessin animé)                                       | ru:Пирожок (мультфильм)                                    | 12 décembre 1956             | Piotr Nikolaïevitch Nossov (ru)                                                            |
| La Terre et les Gens                                          | ru:Земля и люди (фильм)                                    | 10 février 1956              | Stanislav Rostotski                                                                        |
| Les Tourbillons hostiles ou Félix Dzerjinski (film, 1953)     | ru:Вихри враждебные ou Феликс Дзержинский (фильм, 1953)    | 19 février 1956              | Mikhaïl Kalatozov                                                                          |
| Les Tueurs (film, 1956)                                       | ru:Убийцы (фильм, 1956)                                    | 1er janvier 1956             | Marika Beïkou, Andreï Tarkovski et Alexandre Gordon                                        |
| Un beau jour (film, 1955)                                     | ru:В один прекрасный день (фильм, 1955)                    | 17 février 1956              | Mikhaïl Iakovlevitch Sloutski (ru)                                                         |
| Un cadeau précieux                                            | ru: Драгоценный подарок                                    | 4 mai 1956                   | Alexandre Rou                                                                              |
| Un chemin de tonnerre (film, 1956)                            | ru:Тропою грома (фильм, 1956)                              | 2 juin 1956                  | Erazm Aleksandrovitch Karamian (ru) et Stepan Agabekovitch Kevorkov (ru)                   |
| Un feu brûle dans la iaranga                                  | ru:В яранге горит огонь                                    | 6 juin 1956                  | Olga Khodataïeva                                                                           |
| Un million dans un sac                                        | ru:Миллион в мешке                                         | 1956                         | Dmitri Naoumovitch Babitchenko (ru)                                                        |
| Une leçon d'histoire                                          | ru:Урок истории                                            | 26 février 1956              | Leo Arnchtam                                                                               |
| Un long chemin                                                | ru:Долгий путь                                             | 5 décembre 1956              | Leonid Gaïdaï et Valentine Ivanovitch Nevzorov (ru)                                        |
| Vieilles Connaissances                                        | ru:Старые знакомые (мультфильм)                            | 15 novembre 1956             | Mstislav Sergueïevitch Pachtchenko (ru) et Boris Petrovitch Diojkine (ru)                  |
| Voleur gris                                                   | ru:Серый разбойник                                         | 28 aout 1956                 | Boris Doline                                                                               |
| Yachts en mer                                                 | ru:Яхты в море                                             | 23 juillet 1956              | Mikhaïl Vassilievitch Egorov                                                               |